# Enrico Mazzanti
Enrico Mazzanti (né à Florence le 5 avril 1850 et mort le 3 septembre 1910 dans la même ville) est un ingénieur italien, un dessinateur qui fut le premier illustrateur du Pinocchio de Carlo Collodi.

## Biographie
Enrico Mazzanti illustre la première édition de Le avventure di Pinocchio. Storia di un burattino, publié chez A & L. Paggi, à Florence en 1883.

## Œuvres

### Illustrations
- (it) Giuseppe Chiarini, Letture di storia patria composte da Giuseppe Chiarini, illustration E. Mazzanti, Florence, G. C. Sansoni ;
- (it) Enrico Mazzanti, Quindici capolavori di scultura nel Museo nazionale di Napoli ;
- (it) Riccardo Mazzanti, Raccolta delle migliori fabbriche antiche e moderne di Firenze disegnate e descritte da Riccardo ed Enrico Mazzanti e Torquato del Lungo, Florence, Giuseppe Ferroni Editore, 1876 ;
- (it) Augusto Alfani, Ernestino e il suo nonno, libro di lettura, per le classi elementari superiori, 2. ed. con correzioni ed aggiunte, illustration de E. Mazzanti,, Florence, Felice Paggi libraio-editore, 1884 ;
- (it) Carlo Collodi, Macchiette, 2. ed. illustration de E. Mazzanti, Florence, Felice Paggi, 1884 ;
- (it) Rosalia Piatti, Racconti per le giovanette, illustration de Enrico Mazzanti, 2. ed, Florence, Successori Le Monnier, 1884 ;
- (it) Gustavo Milani, La chimica in famiglia, avec cinquante dessins originaux de E. Mazzanti, Florence, Succ. Le Monnier Edit., 1886 ;
- (it) Emma Perodi, Cuoricino ben fatto, libro di lettura per le scuole e le famiglie, illustration d' Enrico Mazzanti, Florence, Felice Paggi, 1886 ;
- (it) Felicita Morandi, Il giornale d'Adele, libro di lettura e di premio, illustrations de E. Mazzanti, Milan, P. Carrara, 1886 ;
- (it) Carlo Collodi, Storie allegre, libro per i ragazzi, illustration de E. Mazzanti, Florence, F. Paggi, 1887 ;
- (it) Emma Perodi, Nel canto del fuoco, l’omino di pasta, libro per la fanciullezza, illustration de Enrico Mazzanti, Milan, Enrico Trevisini (Nuova biblioteca educativa ed istruttiva per le scuole, 115, 1887 ;
- (it) Augusto Vittorio Vecchi, Racconti di mare e di guerra di Sindbad Al Bahari, illustration de Enrico Mazzanti, Florence, Paggi, 1887 et 1892 ;
- (it) Ida Baccini, Il libro del mio bambino, libro di lettura per le prime classi elementari, 3e édition, illustration de E. Mazzanti, Turin, F. Paggi, G. B. Paravia, 1888 ;
- (it) Giambattista Basile,  Fate benefiche, racconti per i bambini, versione libre di G. L. Ferri; illustration de E. Mazzanti, Florence, F. Paggi, 1889 ;
- (it) Pietro Thouar, Racconti popolari, nuova ed., illustration de E. Mazzanti, Florence, F. Paggi, 1889 et édition successive illustrée par e. mazzanti, florence, r. bemporad e figlio cessionari della libr. edit. felice paggi, 1893 ;
- (it) Augusto Vittorio Vecchi, Racconti, fiabe e fantasie, libro utile e dilettevole per ragazzi, illustration de Enrico Mazzanti, Florence, F. Paggi,, 1889 ;
- (it) Carlo Collodi, La lanterna magica di Giannettino, libro per i giovanetti, illustration de E. Mazzanti, Florence, R. Bemporad & fils, 1890 ;
- (it) Emma Perodi, I bambini delle diverse nazioni a casa loro, con 31 vignette appositamente disegnate da Enrico Mazzanti, Florence, Roberto Bemporad et fils, 1890 ;
- (it) Ulisse Grifoni, Dalla terra alle stelle, viaggio meraviglioso di due italiani ed un francese, illustration de E. Mazzanti et de L. Edel, 5. rist, Rome, Edoardo Perino, 1890 ;
- (it) Contessa Lara, Una famiglia di topi, romanzo per i fanciulli illustrato da Enrico Mazzanti, Florence, R. Bemporad & fils, 1891 ;
- (it) Carlo Collodi, I racconti delle fate, voltati in italiano da C. Collodi, 3e édition, illustration de E. Mazzanti, Florence, Bemporad & fils, 1892 ;
- (it) Tommaso Catani, I primi passi d'Ugo, 2. ed. illustration de E. Mazzanti, Florence, Libreria Chiesi, 1892 ;
- (it) Maria Savi Lopez, In Riva al Mare. Libro pei ragazzi, illustration de E. Mazzanti, Florence, R. Bemporad et fils, Cessionari Della Libr. Edit. Felice Paggi, 1892 ;
- (it) Luigi Capuana, Il raccontafiabe, seguito al C'era una volta...., dessins de Enrico Mazzanti et Eugenio Cecconi, couverture en chromolithographie de Vittorio Corcors, Florence, R. Bemporad & fils, 1893 et 1894 ;
- (it) Tommaso Catani, Gite, appunti di viaggio per i ragazzi, illustrations de E. Mazzanti ; comporte : In cerca di cavallette, Una corsa da Firenze a S. Remo, Sottoterra, Larderello, Alle sorgenti dell'Arno, Il sasso di lupo, Valdelsa, Da Z ad H, Florence, Libreria Chiesi, 1893 ;
- (en) Carlo Collodi, Pinocchio adventures in wonderland. Traduit de l'italien, avec préface de Hezekiah Butterworth, illustration de Enrico Mazzanti et Giuseppe Magni, Boston, Jordan, March & Co, 1898 ;
- (it) Angiolo Pardini, Cento nuovi racconti per le classi elementari, illustration de E. Mazzanti, Florence, Bemporad, 1898 ;
- Carlo Collodi, Les aventures de Pinocchio, histoire d'une marionnette, illustrée par E. Mazzanti et G. Magni; traduction autorisée d'après la dix-septième édition italienne par Emilio Tramelan, L.A. Voumard, 1902 ;
- (it) Tommaso Catani, Ugo e Paolino, illustration de Carlo Chiostri, E. Mazzanti et G. Ducci, (3e edition, Florence, Tipografia Barbera, 1906.